# Kupus
Divlji kupus (kupus divlji; lat. Brassica oleracea, još poznato kao zelje), biljna vrsta porodice kupusnjača ili krstašica koja raste na kamenitim obalama Europe, od Sredozemne obale do Irske i još od prethistorijskog doba su ga prastanovnici europskog obalnog područja upotrebljavali u svojoj prehrani. 
Stalnom selekcijom, kroz dugo vremensko razdoblje, nastalo je iz divljeg kupusa današnjih veći broj kulturnih biljaka. 
Veliki ugled je kupus uživao kod Rimljana koji su ga nazivali brassica, a Katon Stariji je kupus hvalio kao najbolje povrće u jednom od svojih djela De agricultura i dao je čitav niz kuharskih i medicinskih uputa.
Već u 4. stoljeću pr. Kr. Teofrast (Aristotelov učenik) razlikuje tri vrste kupusa.
I crveni i zeleni kupus imaju puno vitamina C (kuhanjem se gubi), kalcija, fosfora, kalija, željeza, bakra, cinka, magnezija, sumpora, mliječne kiseline, karotena, vitamina E, K i B grupe.

## Varijeteti
1. Brassica oleracea var. acephala (DC.) Schltdl.; Raštika, crno zelje ili crno zeli (lat. Brassica oleracea var. acephala)  autohtona je povrtna vrsta koja se uzgaja u domaćinstvima na otocima i širem obalnom području istočne strane Jadranskog mora od Istre do Crnogorskog primorja.[2] Kina, Novi Zeland.
2. Brassica oleracea var. albiflora Kuntze, Kina  (Guangdong, Guangxi); Tajvan
3. Brassica oleracea var. botrytis L.; Cvjetača
4. Brassica oleracea var. capitata L.; Kupus glavati, glavato zelje
5. Brassica oleracea var. gemmifera (DC.) Zenker; Kelj pupčar;
6. Brassica oleracea var. gongylodes L.; široko kultivirana, Koraba
7. Brassica oleracea var. italica Plenck, Brokula
8. Brassica oleracea var. kashmiriana Naqshi & Javeid
9. Brassica oleracea var. medullosa Thell.
10. Brassica oleracea var. sabauda L., kelj
11. Brassica oleracea var. sylvestris L.

- Lisnati kelj Brassica oleracea var. acephala (Toscano)
- Kovrčavi kelj Brassica oleracea var. sabellica, sinonim za  Brassica oleracea var. botrytis L.

## Kiseljenje kupusa
U početku se konzerviranje kupusa radilo na rimski način, tako što bi se glavice kupusa posipale solju, prelile octom i spremale u glinene posude, ali tek je slavenski način kiseljenja kupusa našao na opću primjenu.
Za ispravno kiseljenje kupusa moraju se u rezanom i zasoljenom kupusu razviti bacil mliječne kiseline i kvasne gljivice, koje potiskuju gljivice plijesni i bakterije maslačne kiseline.
Kiseli kupus sadrži značajne količine vitamina C, pa otklanja bolesti koje su povezane s nedostatkom tog vitamina. Tako je James Cook na svoje putovanje uzeo 60 bačvi kiselog kupusa prema savjetu njemačkog prirodoslovca Georga Forstera i nije izgubio niti jednog člana posade zbog skorbuta, što je nekad desetkovalo posade brodova na dugim putovanjima (poput posade Vasca da Game na plovidbi oko Rta Dobre Nade).

## Galerija
- Crveni kupus
- Kelj
- Cvjetača
- Brokula
- Kelj pupčar ili prokulica
- Koraba
- Romanesco ili šenon
- Brassica oleracea L. var. acephala DC. f. tricolor Hort.